# Mukkuri

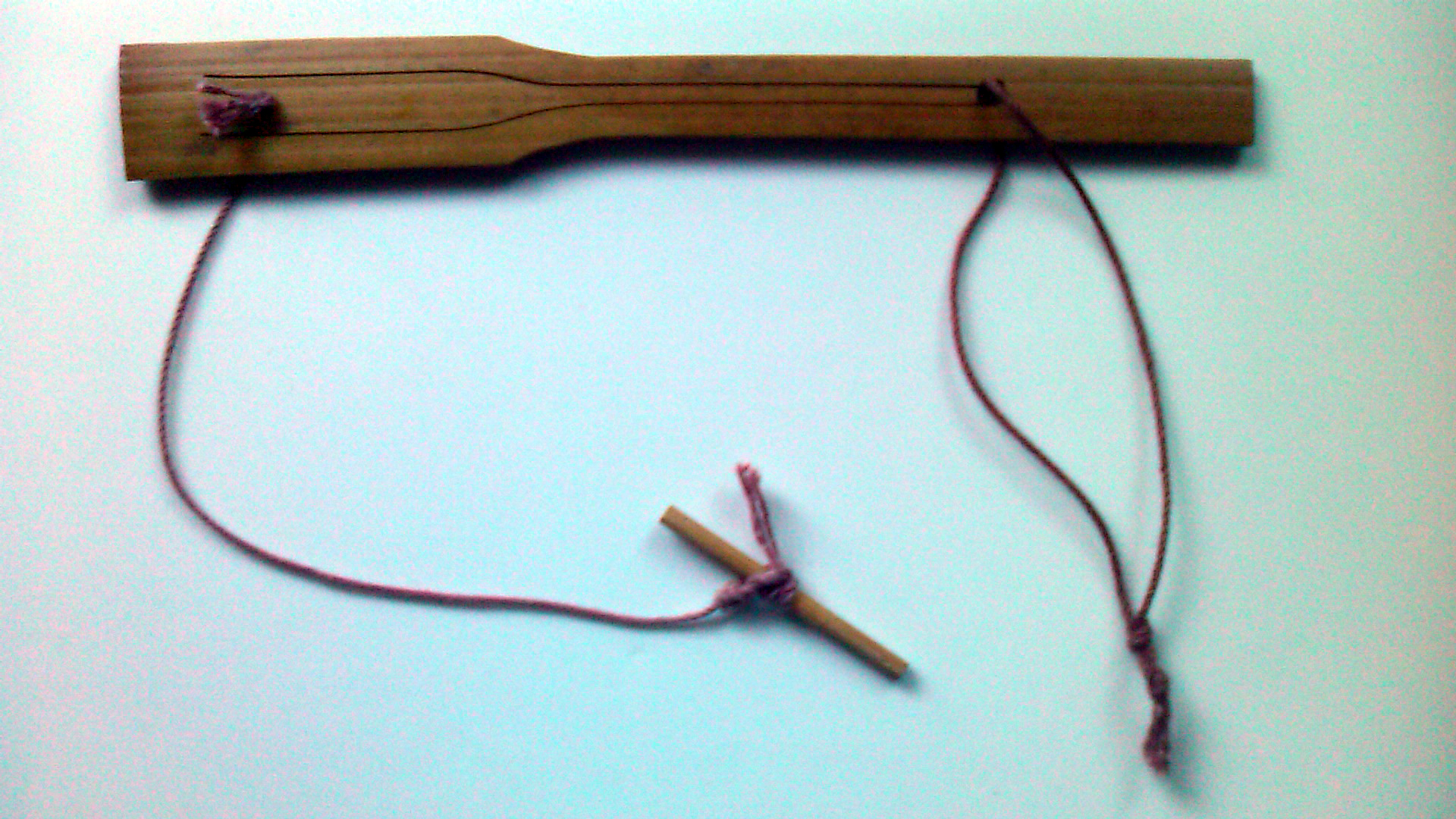
Mukkuri.

Le mukkuri (ムックリ) est un instrument de musique de la famille des guimbardes issu de la culture des Aïnous, une ethnie minoritaire du Japon. C'est un témoin des traditions culturelles uniques des Aïnous bien que des variantes existent aussi chez les peuples indigènes de Taïwan.

## Facture
Le mukkuri est un petit instrument simple fait de bambou (variété nemagaridake ; nom latin : Sasa kurilensis) et de ficelle. Taillé comme une fine cuillère plate mesurant 10 à 15 cm de long et 1 cm de large, le centre du mukkuri est creusé de la forme d’une langue à laquelle est attachée une ficelle aux deux extrémités.

## Jeu
Il faut placer la ficelle dans une main et poser avec l’autre main le mukkuri contre le bord de la bouche. On tire la ficelle pour créer une vibration. Les joueurs varient les sonorités émises en ouvrant plus ou moins la bouche tandis qu’ils soufflent et en tirant la ficelle plus ou moins rapidement.